# Kirovsk (Murmansk oblast)
 For alternative betydninger, se Kirovsk. (Se også artikler, som begynder med Kirovsk)
Kirovsk (russisk: Ки́ровск), tidligere kendt som Khibinogorsk (russisk: Хибиного́рск) indtil 1934, er en by på 31.000 indbyggere (2005).
Kirovsk blev grundlagt i 1929, som opfølgning på en ekspedition af den sovjetiske mineralog der i 1920erne havde fundet store mængder af apatit og nephelin i området. Den fik officiel status af by i 1931 og senere omdøbt Kirovsk efter bolsjevikken Sergej Kirov, som havde været ledende i planlægningen i udvindingen af mineralerne.
Kirovsk har den mest nordligt beliggende botanisk have og er et yndet skisportssted.
- Den botaniske have
- Drivhus i den botaniske have
- Kirovsk
- Kirovsk om vinteren
- Kik ud over Kirovsk
- Kirovks centrum

## Venskabsbyer
- Tornio (Finland)
- Ellivari (Sverige)
- Harstad (Norge)